# Gaetano Mosca
Gaetano Mosca (* 1. April 1858 in Palermo; † 8. November 1941 in Rom) war ein italienischer Rechts- und Politikwissenschaftler und Soziologe. Er wurde als Elitetheoretiker bekannt.

## Leben
Mosca war anfangs Verfassungsjurist, wandte sich dann aber der Politischen Soziologie zu. Er war an der Universität Palermo promoviert worden und wurde dort, und ab 1888 an der Universität Rom, Privatdozent für Verfassungsrecht. Ab 1896 hatte er eine Professur an der Universität Turin. Von 1914 bis 1916 war er Unterstaatssekretär im italienischen Kolonialministerium, 1919 wurde er zum Senator des Königreiches Italien ernannt. Von 1923 bis 1933 lehrte er schließlich als Professor für Geschichte der politischen Theorien  und Institutionen an der Universität Rom. Zugleich beriet er bis 1927 das Kolonialministerium. Seine publizistische Tätigkeit für den Corriere della Sera, die er schon 1900 begonnen hatte, beendete er 1924.
Obwohl Mosca die moderne Parteiendemokratie stets skeptisch beurteilt hatte, wurde er nach Mussolinis Machtergreifung zum Gegner des Faschismus. 1925 hielt er eine Rede im Senato del Regno, in der er die Abschaffung der Gewaltenteilung durch das Regime kritisierte und die freiheitlich-parlamentarische Verfassungsordnung verteidigte. Danach zog er sich aus dem politischen Leben zurück. Nach seiner Emeritierung 1933 lebte er zurückgezogen und vom faschistischen Regime unbeachtet.

## Werk und Wirkung
Von Mosca stammt der Begriff der "politischen Klasse". Seine Analysen weisen viele Ähnlichkeiten mit denen Vilfredo Paretos auf, der ihn beharrlich nicht zitierte. Im Gegensatz zum (darin vollkommen skeptischen) Pareto erlaubt die Position Moscas eine mit der Demokratie kompatible Vision von Elitenherrschaft. Mosca weist auch den Sozialdarwinismus zurück.
Moscas Position erinnert an die marxistische Interpretation des Staates als Funktion einer Klasse. Hier enden aber auch die Gemeinsamkeiten: Mosca weist den Ökonomismus von Marx ebenso zurück wie den Klassenkampf und die von ihm als Utopie dequalifizierte Vision der klassenlosen Gesellschaft.
Moscas Arbeiten wurden u. a. von Robert Michels (das "eherne Gesetz der Oligarchie") und Charles Wright Mills (die "Machtelite", power elite) aufgenommen.

## Hauptwerke
- 1884 Theorie der Herrschaftsformen und über den Parlamentarismus (beschreibt das Prinzip der Minderheitenherrschaft)
- 1895 (dt. 1950) Die herrschende Klasse (im Vordergrund steht das Prinzip der Ungleichverteilung der Macht)